# Bernard Motulsky
Bernard Motulsky (né le 15 septembre 1948 à Neuilly-sur-Seine, France) est professeur au département de communication publique et sociale de l'Université du Québec à Montréal, auteur et conférencier. Il a été titulaire de la Chaire de relations publiques et communication marketing de l'Université du Québec à Montréal. Il est également président du Conseil consultatif de régie administrative de l’Autorité des marchés financiers (Québec).
Il a fondé, en janvier 2018, l'Académie des controverses et de la communication sensible, avec Thierry Libaert et François Allard-Huver.

## Biographie
Bernard Motulsky est un chercheur et un praticien franco-québécois spécialisé dans les pratiques professionnelles en communication. Il possède une expérience de plus de vingt-cinq ans dans la pratique des communications et des relations publiques, que ce soit au sein du Groupe Cossette, à la Bourse de Montréal et à l’Université de Montréal. Également professeur à l’Université Laval puis à l’Université du Québec à Montréal, il a commencé sa carrière comme rédacteur et journaliste et a assisté au développement de la profession au Québec. Détenteur d’une maîtrise et d'un doctorat en philosophie, Bernard Motulsky est le fils du juriste Henri Motulsky et père de quatre enfants.